# Comité européen des instructeurs de plongée professionnels
Le Comité européen des instructeurs de plongée professionnels (ou CEDIP ou en anglais European Committee of Professional Diving Instructors)

## Historique[1]
L'organisation est née en 1973 lors de la création de l'ANMP, les Guides de la Mer en France ; syndicat ayant pour  but de défendre la profession de moniteur de plongée et de rechercher les débouchés pour leur permettre de vivre de leur métier.
À l'ouverture de l'Europe en 1992, Daniel Mercier, président fondateur de l'ANMP et les cadres de l'ANMP ont souhaité apporter leurs années d'expérience aux moniteurs européens. Un écho a été trouvé auprès d'organismes italiens, allemands et autrichiens.
Ils ont décidé de créer l'European Committee of Professional Diving Instructors (le CEDIP dont le siège est à Anvers en Belgique et l'administration à Bergame en Italie).
En 2012, plus de 200 000 brevets de plongeur ont été délivrés.
En 2016, 16 organismes de 14 pays en sont membres, environ 2 000 instructeurs en font partie et exercent leur activité dans 46 pays. 
Les organismes membres du Cedip représentent les pays suivants :
- Allemagne (VDTL)
- Autriche (EOBV)
- Belgique (2 organismes pour les zones Wallonnes ADIP et Flamandes VVW (nl))
- Bosnie-Herzégovine (ARI)
- Espagne (PSI)
- France (EPI)
- Italie (SIAS)
- Pologne (SPIN)
- Russie (2 organismes LPDI et CDRUS)
- Serbie (ARI)
- Slovénie (ZIPS)
- Suisse (APDI)
- Ukraine (UDIP)

La politique du Cedip est de donner un niveau technique suffisant aux plongeurs pour qu'ils pratiquent l'activité avec plaisir et de former les moniteurs pour qu'ils puissent faire plonger leurs élèves dans les meilleures conditions de sécurité et de plaisir et qu'ils persévèrent dans cette pratique.